# ラッセル諸島
ラッセル諸島（ラッセルしょとう、Russell Islands、ルッセル諸島とも）は主要な2つの島といくつかの小島からなる火山諸島。ソロモン諸島の中央州（Central Province）に属し、ガダルカナル島のおよそ48km(30マイル)北西に位置する。

## 概要
島はココナッツ農園があり、ヤンディナにはコプラの製油所がある。またヤンディナには商店、郵便局、空港を含む基本サービスがある。ラヴカレヴェ語を話すラヴカル人（Lavukal）が住んでいる。またここにはティコピア島から再移住したポリネシア人が定住している。彼らは諸島での最大の島、パヴヴ島の西側にあるヌクフェロ（Nukufero）に住んでいる。更に農園で働くためにソロモン諸島中から人々がヤンディナにやってくる。彼らは島の母語に加えて、ソロモン諸島の共通語であるピジン語を話す。
第二次世界大戦中の1943年にラッセル諸島はアメリカ軍によって占領された。アメリカ軍の駐留跡としてコンクリートの残骸や大きな金属製の貯蔵倉庫などが現存している。
ヤンディナ警察署は、近年の民族間緊張の始まりの場所の一つとなった。何組かのグループが武器庫を襲い、強力な武器と弾薬を盗み出した。かかわったグループはガダルカナル革命軍、後にイサタブ自由運動として知られるようになった。
ヤンディナにはRAMSI（ソロモン諸島の地方支援使節団、Regional Assistance Mission to Solomon Islands）が立地する。
ラッセル諸島にはハヴナ小学校（Havuna Primary School）とヤンディナ・コミュニティ高校（Yandina Community High School）がある。